# João Dias (navegador)
João Dias, foi um navegador português do século XV.
João Dias (almoxarife de el-Rei), era o dono dos seis barcos que partiram de Lagos em 1444, comandados por Lançarote e que chegaram à Ilha das Garças situada a Sul dos Baixos de Arguim e ao Cabo Branco. Nessa expedição além de João Dias participaram também Gil Eanes e Rodrigo Álvares.

## Toponímica
O nome de João Dias foi dado a uma rua de Lagos (ver imagem) e outra de Lisboa, na freguesia de Belém. 

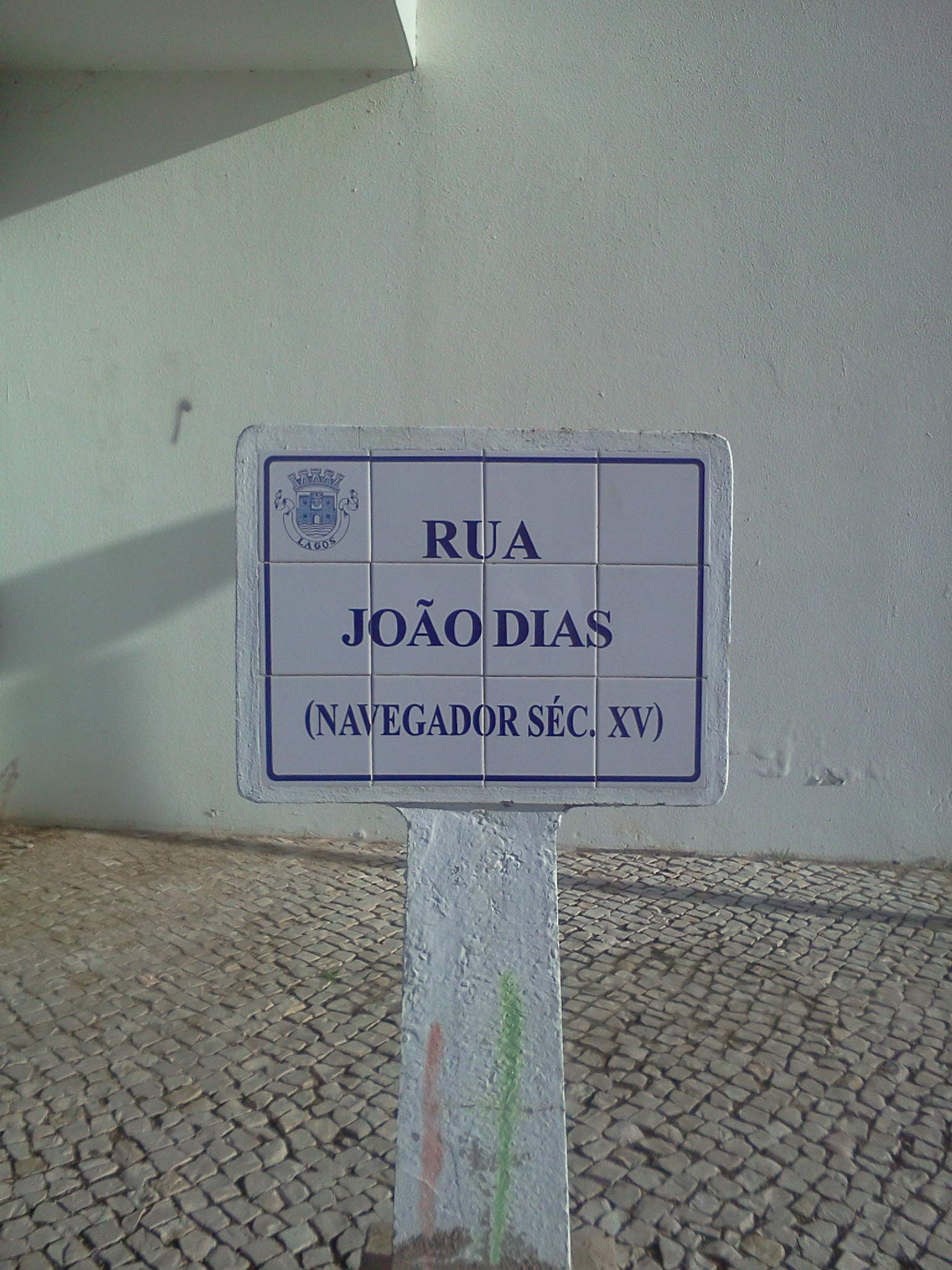
Placa toponímica da Rua João Dias, em Lagos.